# Танчо Шабанов
 Тази статия е за участника в Априлското въстание.  За революционера от ВМОРО вижте Атанас Тешовски.  
Атанас (Танчо) Вельов Шабанов (1845 – 15 септември 1918 г.) е виден български революционер и национален герой, един от ръководителите и организатори на Априлското въстание от 1876 г. Танчо Шабанов е роден и починал в Копривщица.
Освен като участник в комитета по подготовката на въстанието в града от времето на Васил Левски, Шабанов след Освобождението се изявява като летописец илюстратор на събитията от онези бурни години.

## Биография
Танчо е най-малкото дете в семейството на имотния овчар Вельо. Овцете отглеждат в местността „Черничови бачии“. За съжаление, по неизяснени причини бащата и децата умират, а Танчо и майката остават сами. Принудена от неволята жената изпраща сина си да чиракува при копривщенски абаджия. С много труд успява да спести пари и през 1869 година отваря кафене на „Битпазар“, където става известен като „Танчо кафеджи“. По-късно кафенето и бащиния си дом той превръща в места за срещи на революционния комитет.
През септември 1875 г. Танчо Шабанов се отправя към Цариград, за да проучи възможността за съдействие от страна на българите за бъдещото въстание. След завръщането си в Копривщица организира производство на муниции, необходими за бунта. Като добър майстор освен ушитото от Евлампия Векилова главно знаме той изработва няколко допълнителни.На тези знамена са извезани освен традиционните страховити лъвове са положени над тях и инициали Л.Б.С.И.С. – „Лъвъ Български Свобода Или Смъртъ“.
Денят идва. На 20-и април 1876 година, като са известени за решенията от събранието в Оборище, комитетът и Тодор Каблешков в къщата на Рашко Хаджистойчев взимат решение за обявяване на въстанието.
Камбаните на двете църкви в града вдигат на крак населението. Танчо Шабанов бие камбаната на храм „Свети Николай“, ехтят и тези на „Успение Богородично“.
Когато отминават първите дни на въстанието, както пише Танчо години по-късно, на 28 април няколко души, комитетски дейци взимат решение да бъдат избити турчеещите се копривщенски цигани, по подобие на тези в Клисура, които до запалването на града са свободни. Това е наложено заради заловеният циганин, който се опитвал да се свърже с турците в Стрелча и да обади какво става в Копривщица. Циганите са изкарани в местността Чардашко дере и изклани повечето от тях, заедно с пет турци. Много малко са убити с огнестрелно оръжие или умрели от страх. Само един по професия гюмрукчия бил оставен жив, заедно със семейството му, защото бил добър човек.
По-късно копривщенските революционери са хванати и затворени, начело с Тодор Каблешков, Панайот Волов, Георги Икономов и Найден Попстоянов. Една част от тях били затворени в „спицерията“ (аптеката) на д-р Спас Иванов, а друга – в църквата „Св. Николай“. И до днес в мазето на храма се пазят надписите, писани с въглен, оставени от затворниците. Орчо войвода заедно с Павел Бобеков и Манчо Манев освобождават затворените въстаници.
През следващите дни Танчо Шабанов участва в похода на копривщенската чета до пазарджишките села Старо-ново (днес Старосел) село и с. Паничери и взима участие в сраженията с турците.
След потушаването на въстанието с отряда на Каблешков се отправя към Балкана. Предложението му за емиграция във Влашко обаче не е прието от останалите и той се отделя от тях и се връща в Копривщица. Укрива се известно време, но след предателство е затворен и инквизиран в затвора в София. Осъден е и последователно е препращан в затворите в Одрин, Цариград и Кипър. Тук освен „черната“ работа води записки със синьо-червен молив. През 1880 г. дочаква освобождението и се прибира у дома.
Същата година се жени за Мария Добрева – дъщерята на Добри войвода. За да се прехранват с осемте си деца и жена, Танчо изработва писани налъми, но никога не пожелава да заеме каквато и да било платена държавна служба.
Танчо Шабанов и Христо Коев имат голямата заслуга да са единствени хроникьори на Априлското въстание като илюстратори.